# Valea Adîncă
Valea Adîncă (in russo Валя-Адынка)  è un comune della Moldavia controllato dalla autoproclamata repubblica di Transnistria. È compreso nel distretto di Camenca

## Località
Il comune è formato dall'insieme delle seguenti località:
- Valea Adîncă (Катериновка)
- Constantinovca (Костянтинівка)